# دراسات قضائية
الدراسات القضائية هي نظام بحثي ذو مستوى رفيع للمتخصصين في القانون، يتضمن دراسة مجموعة القوانين المتعلقة بعمل القضاء، مثل، قانون أو نظام السلطة القضائية، وأصول المحاكمات أو المرافعات المدنية والإجراءات الجنائية.

## الميزات
تتميز هذه الدراسات بأنها تطبيقية تعتمد على دراسة المشكلات العملية في تطبيق القوانين أمام المحاكم، فالدراسات القضائية نظام بحثي موسع تتداخل فيه دراسات القانون بحيث تخدم جميعها أهداف الدراسات القضائية والتي تتركز في الآتي:
- تمكين المحترفين من رجال القانون من تعميق الملكة القانونية الفردية وزيادة الخبرة في التطبيقات القضائية للقوانين بجميع أنواعها.
- دراسة المشكلات العملية في التطبيقات القضائية للقانون امام المحاكم، ومحاولة وضع الحلول القانونية النظرية والتطبيقية.

## مثال
ويعد المركز القومي للدراسات القضائية التابع لوزارة العدل بجمهورية مصر العربية واحداً من أهم المراكز القضائية في الشرق الأوسط والعاملة في مجال إعداد رجال السلك القضائي سواء من رجال النيابة العامة أو القضاء ويقوم بالتدريس فيه لفيف من أعضاء محكمة النقض المصرية وأعضاء محاكم الاستئناف ويرأسه مساعداً لوزير العدل لشئون المركز.